# Stazione di Tora-Presenzano
Stazione di Tora-Presenzano vasútállomás Olaszországban, Presenzano településen.

## Vasútvonalak
Az állomást az alábbi vasútvonalak érintik:
- Róma–Cassino–Nápoly-vasútvonal

## Kapcsolódó állomások
A vasútállomáshoz az alábbi állomások vannak a legközelebb:
- Stazione di Vairano-Caianello
- Stazione di Mignano Monte Lungo